# Eurosia substrigillata
Eurosia substrigillata là một loài bướm đêm thuộc phân họ Arctiinae, họ Erebidae.